# Desa Larangan Timur
Desa Larangan Timur är en administrativ by i Indonesien.   Den ligger i provinsen Jawa Timur, i den västra delen av landet, 700 km öster om huvudstaden Jakarta. Desa Larangan Timur ligger på ön Madura.